# Anne Suzuki
Anne Suzuki (jap. 鈴木 杏 Suzuki An; * 27. April 1987 in Setagaya) ist eine japanische Schauspielerin und ehemalige Kinderdarstellerin.

## Leben und Karriere
Anne Suzuki wurde 1987 in Setagaya, einem der Stadtbezirke der japanischen Hauptstadt Tokio, geboren. Sie hat eine englische Großmutter.
Suzuki stand bereits als Zehnjährige vor der Kamera und galt in Japan als Kinderstar. Internationale Bekanntheit erlangte sie durch die Darstellung der jungen Hatsue Imada in dem US-amerikanischen Kriminaldrama Schnee, der auf Zedern fällt aus dem Jahr 1999. Sie ist überwiegend in japanischen Film- und Fernsehproduktionen zu sehen.

## Filmografie (Auswahl)
- 1997: Gift (Fernsehserie)
- 1998: Akimahende! (Fernsehserie)
- 1999: Schnee, der auf Zedern fällt (Snow falling on Cedars)
- 2000: Rokubanme no Sayoko (Fernsehserie)
- 2001: Pokémon 4 – Die zeitlose Begegnung (Film)
- 2002: Returner – Kampf um die Zukunft (Ritānā für engl. Returner)
- 2003: Moon Child (Film)
- 2003: Stand Up!! (Fernsehserie)
- 2005: Ganbatte Ikimasshoi (Fernsehserie)
- 2005: Initial D (Film)
- 2007: Kantoku! Banzai! (Film)
- 2008: Room of King (Fernsehserie)
- 2011: Mahoro ekimae Tada benriken (Film)
- 2012: Seinaru kaibutsu tachi (Fernsehserie)
- 2013: Sayonara keikoku (Film)
- 2014: Sonjo sokora shōtengai (Fernsehserie)
- 2022: Lost Man Found (Fernsehserie)

## Auszeichnungen und Nominierungen
- 2000: YoungStar Awards: Nominierung als „Beste Jungdarstellerin“ für Schnee, der auf Zederne fällt
- 2003: Japanese Academy Award: Auszeichnung als „Beste Nachwuchsdarstellerin“ für Ritānā
- 2003: Japanese Academy Award: Auszeichnung als „Populärste Darstellerin“ für Ritānā